# Platypalpus krisi
Platypalpus krisi är en tvåvingeart som beskrevs av Patrick Grootaert och Velde 1988. Platypalpus krisi ingår i släktet Platypalpus och familjen puckeldansflugor. Inga underarter finns listade i Catalogue of Life.